# Dagathia philippina
Dagathia philippina là một loài tò vò trong họ Ichneumonidae.